# Daniel Moroder
Daniel Moroder (ur. 22 stycznia 2002 w Vipiteno) – włoski skoczek narciarski i narciarz dowolny. W pierwszej z tych dyscyplin uczestnik mistrzostw świata seniorów (2021) oraz juniorów (2019–2022), a także zimowych igrzysk olimpijskich młodzieży (2020).

## Przebieg kariery
Moroder bez większych sukcesów startował w nieoficjalnych letnich mistrzostwach świata dzieci. W sierpniu 2015 w Hinterzarten zajął 7. miejsce w zawodach FIS Youth Cup. W styczniu 2017 w Schonach zadebiutował w Alpen Cupie, plasując się dwukrotnie w ósmej dziesiątce. W styczniu 2018 w Planicy po raz pierwszy wystąpił w konkursach FIS Cupu, zajmując lokaty w siódmej i ósmej dziesiątce. W lutym 2018 w tej samej miejscowości zdobył brązowy medal OPA Games w rywalizacji drużynowej (urodzeni w 2001 i młodsi).
W styczniu 2019 w Lahti wystąpił na mistrzostwach świata juniorów – w rywalizacji indywidualnej był 51., a w drużynowej 12. W marcu 2019 w Chaux-Neuve zajął 29. pozycję w konkursie Alpen Cupu, zdobywając pierwsze punkty tego cyklu. W grudniu 2019 w Oberwiesenthal po raz pierwszy punktował w FIS Cupie, plasując się na 26. lokacie. W styczniu 2020 wystąpił na zimowych igrzyskach olimpijskich młodzieży – indywidualnie był 15., a w konkursie skoków drużyn mieszanych zajął 9. lokatę. W lutym 2020 w Brotterode zadebiutował w Pucharze Kontynentalnym, plasując się dwukrotnie w piątej dziesiątce. W marcu 2020 w Oberwiesenthal wziął udział w mistrzostwach świata juniorów – był 34. indywidualnie, 11. w konkursie drużynowym i 8. w rywalizacji zespołów mieszanych. W tym samym miesiącu w Predazzo zdobył pierwsze punkty Pucharu Kontynentalnego (był 29.).
W styczniu 2021 w Zakopanem zadebiutował w Pucharze Świata, odpadając w kwalifikacjach do konkursu indywidualnego i zajmując 9. lokatę w zmaganiach drużynowych. W lutym 2020 w Lahti ponownie wystąpił na mistrzostwach świata juniorów, plasując się na 23. pozycji w rywalizacji indywidualnej i 7. w drużynowej. W tym samym miesiącu został powołany na mistrzostwa świata seniorów – w rywalizacji indywidualnej na skoczni normalnej przeszedł kwalifikacje i zajął 51. miejsce w konkursie, po czym, razem z całą reprezentacją Włoch, został wycofany z dalszego udziału w tej imprezie ze względu na pozytywne wyniki testu na obecność koronawirusa SARS-CoV-2 u Jessiki Malsiner i członka sztabu kobiecej kadry Włoch. W marcu 2022 w Zakopanem wystąpił na mistrzostwach świata juniorów – indywidualnie był 38., a w konkursie drużyn mieszanych zajął z włoskim zespołem 8. lokatę. W tym samym miesiącu po raz ostatni wystąpił w oficjalnych zawodach międzynarodowych w skokach narciarskich rozgrywanych pod egidą FIS.
Po sezonie 2021/2022 zakończył karierę skoczka narciarskiego i zdecydował się na uprawianie narciarstwa dowolnego, skupiając się na konkurencji skicross, od sezonu 2022/2023 rywalizując w niej w zmaganiach międzynarodowych.

## Mistrzostwa świata

### Indywidualnie
| 2021 Oberstdorf | – | 51. miejsce (K-95) |

### Starty D. Morodera na mistrzostwach świata – szczegółowo
| Miejsce | Dzień     | Rok  | Miejscowość | Skocznia            | Punkt K | HS     | Konkurs  | Skok 1 | Skok 2 | Nota     | Strata    | Zwycięzca  |
| ------- | --------- | ---- | ----------- | ------------------- | ------- | ------ | -------- | ------ | ------ | -------- | --------- | ---------- |
| 51.     | 27 lutego | 2021 | Oberstdorf  | Schattenbergschanze | K-95    | HS-106 | indywid. | 81,0 m | —      | 74,8 pkt | 194,0 pkt | Piotr Żyła |

## Mistrzostwa świata juniorów

### Indywidualnie
| 2019 Lahti          | – | 51. miejsce |
| 2020 Oberwiesenthal | – | 34. miejsce |
| 2021 Lahti          | – | 23. miejsce |
| 2022 Zakopane       | – | 38. miejsce |

### Drużynowo
| 2019 Lahti          | – | 12. miejsce                                |
| 2020 Oberwiesenthal | – | 11. miejsce, 8. miejsce (drużyna mieszana) |
| 2021 Lahti          | – | 7. miejsce                                 |
| 2022 Zakopane       | – | 8. miejsce (drużyna mieszana)              |

### Starty D. Morodera na mistrzostwach świata juniorów – szczegółowo
| Miejsce | Dzień       | Rok  | Miejscowość    | Skocznia            | Punkt K | HS     | Konkurs    | Skok 1 | Skok 2 | Nota                  | Strata    | Zwycięzca            |
| ------- | ----------- | ---- | -------------- | ------------------- | ------- | ------ | ---------- | ------ | ------ | --------------------- | --------- | -------------------- |
| 51.     | 24 stycznia | 2019 | Lahti          | Salpausselkä        | K-90    | HS-100 | indywid.   | 79,0 m | –      | 85,3 pkt              | 166,8 pkt | Thomas Aasen Markeng |
| 12.     | 26 stycznia | 2019 | Lahti          | Salpausselkä        | K-90    | HS-100 | druż.      | 83,0 m | –      | 403,1 pkt (101,4 pkt) | 576,6 pkt | Niemcy               |
| 34.     | 5 marca     | 2020 | Oberwiesenthal | Fichtelbergschanzen | K-95    | HS-105 | indywid.   | 93,5 m | –      | 87,8 pkt              | 150,5 pkt | Peter Resinger       |
| 11.     | 7 marca     | 2020 | Oberwiesenthal | Fichtelbergschanzen | K-95    | HS-105 | druż.      | 89,0 m | –      | 281,1 pkt (91,3 pkt)  | 619,2 pkt | Słowenia             |
| 8.      | 8 marca     | 2020 | Oberwiesenthal | Fichtelbergschanzen | K-95    | HS-105 | druż. mix. | 90,5 m | 91,5 m | 829,7 pkt (217,3 pkt) | 193,6 pkt | Austria              |
| 23.     | 11 lutego   | 2021 | Lahti          | Salpausselkä        | K-90    | HS-100 | indywid.   | 85,0 m | 86,0 m | 218,6 pkt             | 45,3 pkt  | Niklas Bachlinger    |
| 7.      | 12 lutego   | 2021 | Lahti          | Salpausselkä        | K-90    | HS-100 | druż.      | 85,5 m | 80,0 m | 824,9 pkt (197,2 pkt) | 161,3 pkt | Austria              |
| 38.     | 3 marca     | 2022 | Zakopane       | Średnia Krokiew     | K-95    | HS-105 | indywid.   | 88,5 m | –      | 113,6 pkt             | 197,9 pkt | Daniel Tschofenig    |
| 8.      | 6 marca     | 2022 | Zakopane       | Średnia Krokiew     | K-95    | HS-105 | druż. mix. | 77,0 m | 70,5 m | 606,5 pkt (122,8 pkt) | 277,9 pkt | Austria              |

## Igrzyska olimpijskie młodzieży

### Indywidualnie
| 2020 Lozanna/ Prémanon | – | 15. miejsce |

### Drużynowo
| 2020 Lozanna/ Prémanon | – | 9. miejsce (drużyna mieszana) |

### Starty D. Morodera na igrzyskach olimpijskich młodzieży – szczegółowo
| Miejsce | Dzień       | Rok  | Miejscowość | Skocznia   | Punkt K | HS    | Konkurs    | Skok 1 | Skok 2 | Nota                  | Strata    | Zwycięzca       |
| ------- | ----------- | ---- | ----------- | ---------- | ------- | ----- | ---------- | ------ | ------ | --------------------- | --------- | --------------- |
| 15.     | 19 stycznia | 2020 | Prémanon    | Les Tuffes | K-81    | HS-90 | indywid.   | 82,5 m | 81,0 m | 208,5 pkt             | 49,2 pkt  | Marco Wörgötter |
| 9.      | 20 stycznia | 2020 | Prémanon    | Les Tuffes | K-81    | HS-90 | druż. mix. | DSQ    | 78,5 m | 751,8 pkt (108,8 pkt) | 234,6 pkt | Austria         |

## Puchar Świata

### Miejsca w poszczególnych konkursach indywidualnychPucharu Świata
| Źródło | Źródło     | Źródło     | Źródło            | Źródło            | Źródło          | Źródło          | Źródło           | Źródło                       | Źródło          | Źródło              | Źródło                 | Źródło                 | Źródło         | Źródło      | Źródło          | Źródło          | Źródło            | Źródło            | Źródło         | Źródło         | Źródło      | Źródło        | Źródło        | Źródło        | Źródło | Źródło | Źródło | Źródło | Źródło | Źródło | Źródło | Źródło | Źródło | Źródło | Źródło | Źródło | Źródło | Źródło | Źródło | Źródło | Źródło | Źródło | Źródło | Źródło | Źródło | Źródło | Źródło | Źródło | Źródło |
| --- | ---------- | ---------- | ----------------- | ----------------- | --------------- | --------------- | ---------------- | ---------------------------- | --------------- | ------------------- | ---------------------- | ---------------------- | -------------- | ----------- | --------------- | --------------- | ----------------- | ----------------- | -------------- | -------------- | ----------- | ------------- | ------------- | ------------- | ------ | ------ | ------ | ------ | ------ | ------ | ------ | ------ | ------ | ------ | ------ | ------ | ------ | ------ | ------ | ------ | ------ | ------ | ------ | ------ | ------ | ------ | ------ | ------ | ------ |
| Sezon 2020/2021                                                                                                   |            |            |                   |                   |                 |                 |                  |                              |                 |                     |                        |                        |                |             |                 |                 |                   |                   |                |                |             |               |               |               |        |        |        |        |        |        |        |        |        |        |        |        |        |        |        |        |        |        |        |        |        |        |        |        |        |
| Wisła HS134 | Ruka HS142 | Ruka HS142 | Niżny Tagił HS134 | Niżny Tagił HS134 | Engelberg HS140 | Engelberg HS140 | Oberstdorf HS137 | Garmisch-Partenkirchen HS142 | Innsbruck HS128 | Bischofshofen HS142 | Titisee-Neustadt HS142 | Titisee-Neustadt HS142 | Zakopane HS140 | Lahti HS130 | Willingen HS147 | Willingen HS147 | Klingenthal HS140 | Klingenthal HS140 | Zakopane HS140 | Zakopane HS140 | Râșnov HS97 | Planica HS240 | Planica HS240 | Planica HS240 | punkty |        |        |        |        |        |        |        |        |        |        |        |        |        |        |        |        |        |        |        |        |        |        |        |        |
| - | -          | -          | -                 | -                 | -               | -               | -                | -                            | -               | -                   | -                      | -                      | q              | -           | -               | -               | -                 | -                 | -              | -              | -           | -             | -             | -             | 0      |        |        |        |        |        |        |        |        |        |        |        |        |        |        |        |        |        |        |        |        |        |        |        |        |
| Legenda |            |            |                   |                   |                 |                 |                  |                              |                 |                     |                        |                        |                |             |                 |                 |                   |                   |                |                |             |               |               |               |        |        |        |        |        |        |        |        |        |        |        |        |        |        |        |        |        |        |        |        |        |        |        |        |        |
| 1 2 3 4-10 11-30 poniżej 30 dq – dyskwalifikacja q – zawodnik nie zakwalifikował się - – zawodnik nie wystartował |            |            |                   |                   |                 |                 |                  |                              |                 |                     |                        |                        |                |             |                 |                 |                   |                   |                |                |             |               |               |               |        |        |        |        |        |        |        |        |        |        |        |        |        |        |        |        |        |        |        |        |        |        |        |        |        |

### Miejsca w poszczególnych konkursach drużynowychPucharu Świata
| Sezon 2020/2021                                  | Sezon 2020/2021 | Sezon 2020/2021 | Sezon 2020/2021 | Sezon 2020/2021 | Wisła HS134 | Zakopane HS140 | Lahti HS130 | Râșnov HS97 (mikst) | Planica HS240 |
| Sezon 2020/2021                                  | Sezon 2020/2021 | Sezon 2020/2021 | Sezon 2020/2021 | Sezon 2020/2021 | -           | 9              | -           | -                   | -             |
| Legenda                                          |                 |                 |                 |                 |             |                |             |                     |               |
| 1 2 3 4-8 poniżej 8 - – zawodnik nie wystartował |                 |                 |                 |                 |             |                |             |                     |               |

## Puchar Kontynentalny

### Miejsca w klasyfikacji generalnej
| Sezon     | Miejsce |
| --------- | ------- |
| 2019/2020 | 106.    |

### Miejsca w poszczególnych konkursachPucharu Kontynentalnego
| Źródło                                                                        | Źródło            | Źródło          | Źródło          | Źródło              | Źródło              | Źródło            | Źródło            | Źródło           | Źródło           | Źródło          | Źródło            | Źródło              | Źródło              | Źródło              | Źródło              | Źródło           | Źródło            | Źródło            | Źródło        | Źródło        | Źródło      | Źródło      | Źródło         | Źródło         | Źródło         | Źródło | Źródło | Źródło | Źródło | Źródło | Źródło | Źródło | Źródło | Źródło | Źródło | Źródło | Źródło | Źródło | Źródło | Źródło | Źródło | Źródło | Źródło | Źródło | Źródło | Źródło | Źródło | Źródło | Źródło | Źródło | Źródło | Źródło | Źródło | Źródło | Źródło | Źródło | Źródło | Źródło | Źródło |        |
| ----------------------------------------------------------------------------- | ----------------- | --------------- | --------------- | ------------------- | ------------------- | ----------------- | ----------------- | ---------------- | ---------------- | --------------- | ----------------- | ------------------- | ------------------- | ------------------- | ------------------- | ---------------- | ----------------- | ----------------- | ------------- | ------------- | ----------- | ----------- | -------------- | -------------- | -------------- | ------ | ------ | ------ | ------ | ------ | ------ | ------ | ------ | ------ | ------ | ------ | ------ | ------ | ------ | ------ | ------ | ------ | ------ | ------ | ------ | ------ | ------ | ------ | ------ | ------ | ------ | ------ | ------ | ------ | ------ | ------ | ------ | ------ | ------ | ------ |
| Sezon 2019/2020                                                               |                   |                 |                 |                     |                     |                   |                   |                  |                  |                 |                   |                     |                     |                     |                     |                  |                   |                   |               |               |             |             |                |                |                |        |        |        |        |        |        |        |        |        |        |        |        |        |        |        |        |        |        |        |        |        |        |        |        |        |        |        |        |        |        |        |        |        |        |        |
| Vikersund HS117                                                               | Vikersund HS117   | Ruka HS142      | Ruka HS142      | Bischofshofen HS142 | Bischofshofen HS142 | Klingenthal HS140 | Klingenthal HS140 | Sapporo HS137    | Sapporo HS137    | Planica HS138   | Planica HS138     | Brotterode HS117    | Brotterode HS117    | Iron Mountain HS133 | Iron Mountain HS133 | Predazzo HS104   | Predazzo HS104    | Rena HS139        | Lahti HS130   | Lahti HS130   | punkty      | punkty      | punkty         | punkty         | punkty         | punkty | punkty | punkty | punkty | punkty | punkty | punkty | punkty | punkty | punkty | punkty | punkty | punkty | punkty | punkty | punkty | punkty | punkty | punkty | punkty | punkty | punkty | punkty | punkty | punkty | punkty | punkty | punkty | punkty | punkty | punkty | punkty | punkty | punkty | punkty |
| -                                                                             | -                 | -               | -               | -                   | -                   | -                 | -                 | -                | -                | -               | -                 | 49                  | 44                  | -                   | -                   | 45               | 29                | -                 | -             | -             | 2           | 2           | 2              | 2              | 2              | 2      | 2      | 2      | 2      | 2      | 2      | 2      | 2      | 2      | 2      | 2      | 2      | 2      | 2      | 2      | 2      | 2      | 2      | 2      | 2      | 2      | 2      | 2      | 2      | 2      | 2      | 2      | 2      | 2      | 2      | 2      | 2      | 2      | 2      | 2      |
| Sezon 2020/2021                                                               |                   |                 |                 |                     |                     |                   |                   |                  |                  |                 |                   |                     |                     |                     |                     |                  |                   |                   |               |               |             |             |                |                |                |        |        |        |        |        |        |        |        |        |        |        |        |        |        |        |        |        |        |        |        |        |        |        |        |        |        |        |        |        |        |        |        |        |        |        |
| Ruka HS142                                                                    | Ruka HS142        | Ruka HS142      | Engelberg HS140 | Engelberg HS140     | Innsbruck HS128     | Innsbruck HS128   | Willingen HS147   | Willingen HS147  | Willingen HS147  | Willingen HS147 | Klingenthal HS140 | Klingenthal HS140   | Brotterode HS117    | Brotterode HS117    | Zakopane HS140      | Zakopane HS140   | Czajkowskij HS140 | Czajkowskij HS140 | punkty        | punkty        | punkty      | punkty      | punkty         | punkty         | punkty         | punkty | punkty | punkty | punkty | punkty | punkty | punkty | punkty | punkty | punkty | punkty | punkty | punkty | punkty | punkty | punkty | punkty | punkty | punkty | punkty | punkty | punkty | punkty | punkty | punkty | punkty | punkty | punkty | punkty | punkty | punkty | punkty | punkty |        |        |
| -                                                                             | -                 | -               | 43              | 56                  | -                   | -                 | -                 | -                | -                | -               | -                 | -                   | 40                  | 34                  | -                   | -                | -                 | -                 | 0             | 0             | 0           | 0           | 0              | 0              | 0              | 0      | 0      | 0      | 0      | 0      | 0      | 0      | 0      | 0      | 0      | 0      | 0      | 0      | 0      | 0      | 0      | 0      | 0      | 0      | 0      | 0      | 0      | 0      | 0      | 0      | 0      | 0      | 0      | 0      | 0      | 0      | 0      | 0      |        |        |
| Sezon 2021/2022                                                               |                   |                 |                 |                     |                     |                   |                   |                  |                  |                 |                   |                     |                     |                     |                     |                  |                   |                   |               |               |             |             |                |                |                |        |        |        |        |        |        |        |        |        |        |        |        |        |        |        |        |        |        |        |        |        |        |        |        |        |        |        |        |        |        |        |        |        |        |        |
| Zhangjiakou HS140                                                             | Zhangjiakou HS140 | Vikersund HS117 | Vikersund HS117 | Ruka HS142          | Ruka HS142          | Engelberg HS140   | Engelberg HS140   | Oberstdorf HS137 | Oberstdorf HS137 | Innsbruck HS128 | Innsbruck HS128   | Iron Mountain HS133 | Iron Mountain HS133 | Iron Mountain HS133 | Brotterode HS117    | Brotterode HS117 | Rena HS139        | Rena HS139        | Planica HS138 | Planica HS138 | Lahti HS130 | Lahti HS130 | Zakopane HS140 | Zakopane HS140 | Zakopane HS140 | punkty |        |        |        |        |        |        |        |        |        |        |        |        |        |        |        |        |        |        |        |        |        |        |        |        |        |        |        |        |        |        |        |        |        |        |
| -                                                                             | -                 | -               | -               | -                   | -                   | -                 | -                 | -                | -                | -               | -                 | -                   | -                   | -                   | -                   | -                | -                 | -                 | -             | -             | -           | -           | 59             | 55             | 60             | 0      |        |        |        |        |        |        |        |        |        |        |        |        |        |        |        |        |        |        |        |        |        |        |        |        |        |        |        |        |        |        |        |        |        |        |
| Legenda                                                                       |                   |                 |                 |                     |                     |                   |                   |                  |                  |                 |                   |                     |                     |                     |                     |                  |                   |                   |               |               |             |             |                |                |                |        |        |        |        |        |        |        |        |        |        |        |        |        |        |        |        |        |        |        |        |        |        |        |        |        |        |        |        |        |        |        |        |        |        |        |
| 1 2 3 4-10 11-30 poniżej 30 dq – dyskwalifikacja - – zawodnik nie wystartował |                   |                 |                 |                     |                     |                   |                   |                  |                  |                 |                   |                     |                     |                     |                     |                  |                   |                   |               |               |             |             |                |                |                |        |        |        |        |        |        |        |        |        |        |        |        |        |        |        |        |        |        |        |        |        |        |        |        |        |        |        |        |        |        |        |        |        |        |        |

## Letni Puchar Kontynentalny

### Miejsca w poszczególnych konkursachLetniego Pucharu Kontynentalnego
| Źródło                                                                        | Źródło       | Źródło                       | Źródło                       | Źródło      | Źródło      | Źródło              | Źródło              | Źródło     | Źródło     | Źródło            | Źródło            | Źródło | Źródło | Źródło | Źródło | Źródło | Źródło | Źródło | Źródło | Źródło | Źródło | Źródło | Źródło | Źródło | Źródło | Źródło |
| ----------------------------------------------------------------------------- | ------------ | ---------------------------- | ---------------------------- | ----------- | ----------- | ------------------- | ------------------- | ---------- | ---------- | ----------------- | ----------------- | ------ | ------ | ------ | ------ | ------ | ------ | ------ | ------ | ------ | ------ | ------ | ------ | ------ | ------ | ------ |
| 2021                                                                          |              |                              |                              |             |             |                     |                     |            |            |                   |                   |        |        |        |        |        |        |        |        |        |        |        |        |        |        |        |
| Kuopio HS127                                                                  | Kuopio HS127 | Frenštát pod Radhoštěm HS106 | Frenštát pod Radhoštěm HS106 | Râșnov HS97 | Râșnov HS97 | Bischofshofen HS142 | Bischofshofen HS142 | Oslo HS106 | Oslo HS106 | Klingenthal HS140 | Klingenthal HS140 | punkty |        |        |        |        |        |        |        |        |        |        |        |        |        |        |
| -                                                                             | -            | -                            | -                            | 53          | 43          | 62                  | 66                  | -          | -          | -                 | -                 | 0      |        |        |        |        |        |        |        |        |        |        |        |        |        |        |
| Legenda                                                                       |              |                              |                              |             |             |                     |                     |            |            |                   |                   |        |        |        |        |        |        |        |        |        |        |        |        |        |        |        |
| 1 2 3 4-10 11-30 poniżej 30 dq – dyskwalifikacja - − zawodnik nie wystartował |              |                              |                              |             |             |                     |                     |            |            |                   |                   |        |        |        |        |        |        |        |        |        |        |        |        |        |        |        |

## FIS Cup

### Miejsca w klasyfikacji generalnej
| Sezon     | Miejsce |
| --------- | ------- |
| 2019/2020 | 163.    |
| 2020/2021 | 92.     |

### Miejsca w poszczególnych konkursachFIS Cupu
| Źródło                                                                        | Źródło        | Źródło           | Źródło           | Źródło           | Źródło           | Źródło           | Źródło           | Źródło          | Źródło          | Źródło         | Źródło         | Źródło         | Źródło         | Źródło               | Źródło               | Źródło         | Źródło         | Źródło         | Źródło         | Źródło       | Źródło        | Źródło        | Źródło | Źródło | Źródło | Źródło | Źródło | Źródło | Źródło | Źródło | Źródło | Źródło | Źródło | Źródło | Źródło | Źródło | Źródło | Źródło | Źródło |        |
| ----------------------------------------------------------------------------- | ------------- | ---------------- | ---------------- | ---------------- | ---------------- | ---------------- | ---------------- | --------------- | --------------- | -------------- | -------------- | -------------- | -------------- | -------------------- | -------------------- | -------------- | -------------- | -------------- | -------------- | ------------ | ------------- | ------------- | ------ | ------ | ------ | ------ | ------ | ------ | ------ | ------ | ------ | ------ | ------ | ------ | ------ | ------ | ------ | ------ | ------ | ------ |
| Sezon 2017/2018                                                               |               |                  |                  |                  |                  |                  |                  |                 |                 |                |                |                |                |                      |                      |                |                |                |                |              |               |               |        |        |        |        |        |        |        |        |        |        |        |        |        |        |        |        |        |        |
| Villach HS98                                                                  | Villach HS98  | Kuopio HS127     | Kuopio HS127     | Kandersteg HS106 | Kandersteg HS106 | Râșnov HS100     | Râșnov HS100     | Whistler HS104  | Whistler HS104  | Notodden HS100 | Notodden HS100 | Zakopane HS140 | Zakopane HS140 | Planica HS102        | Planica HS102        | Rastbüchl HS78 | Rastbüchl HS78 | Villach HS98   | Villach HS98   | Falun HS100  | punkty        | punkty        | punkty | punkty | punkty | punkty | punkty | punkty | punkty | punkty | punkty | punkty | punkty | punkty | punkty | punkty | punkty | punkty | punkty |        |
| -                                                                             | -             | -                | -                | -                | -                | -                | -                | -               | -               | -              | -              | -              | -              | 64                   | 74                   | -              | -              | -              | -              | -            | 0             | 0             | 0      | 0      | 0      | 0      | 0      | 0      | 0      | 0      | 0      | 0      | 0      | 0      | 0      | 0      | 0      | 0      | 0      |        |
| Sezon 2018/2019                                                               |               |                  |                  |                  |                  |                  |                  |                 |                 |                |                |                |                |                      |                      |                |                |                |                |              |               |               |        |        |        |        |        |        |        |        |        |        |        |        |        |        |        |        |        |        |
| Villach HS98                                                                  | Villach HS98  | Szczyrk HS106    | Szczyrk HS106    | Râșnov HS97      | Râșnov HS97      | Notodden HS100   | Notodden HS100   | Park City HS100 | Park City HS100 | Zakopane HS140 | Zakopane HS140 | Planica HS102  | Planica HS102  | Rastbüchl HS78       | Rastbüchl HS78       | Villach HS98   | Villach HS98   | punkty         | punkty         | punkty       | punkty        | punkty        | punkty | punkty | punkty | punkty | punkty | punkty | punkty | punkty | punkty | punkty | punkty | punkty | punkty | punkty |        |        |        |        |
| -                                                                             | -             | 35               | 45               | 46               | 42               | -                | -                | -               | -               | -              | -              | 56             | 51             | -                    | -                    | -              | -              | 0              | 0              | 0            | 0             | 0             | 0      | 0      | 0      | 0      | 0      | 0      | 0      | 0      | 0      | 0      | 0      | 0      | 0      | 0      |        |        |        |        |
| Sezon 2019/2020                                                               |               |                  |                  |                  |                  |                  |                  |                 |                 |                |                |                |                |                      |                      |                |                |                |                |              |               |               |        |        |        |        |        |        |        |        |        |        |        |        |        |        |        |        |        |        |
| Szczyrk HS104                                                                 | Szczyrk HS104 | Szczuczyńsk HS99 | Szczuczyńsk HS99 | Ljubno HS94      | Ljubno HS94      | Pjongczang HS109 | Pjongczang HS109 | Râșnov HS97     | Râșnov HS97     | Villach HS98   | Villach HS98   | Notodden HS98  | Notodden HS98  | Oberwiesenthal HS105 | Oberwiesenthal HS105 | Zakopane HS140 | Zakopane HS140 | Rastbüchl HS78 | Rastbüchl HS78 | Villach HS98 | Villach HS98  | punkty        | punkty | punkty | punkty | punkty | punkty | punkty | punkty | punkty | punkty | punkty | punkty | punkty | punkty | punkty | punkty | punkty | punkty | punkty |
| 56                                                                            | 52            | -                | -                | 59               | 42               | -                | -                | -               | -               | -              | -              | -              | -              | 26                   | 44                   | -              | -              | 42             | 47             | 50           | 48            | 5             | 5      | 5      | 5      | 5      | 5      | 5      | 5      | 5      | 5      | 5      | 5      | 5      | 5      | 5      | 5      | 5      | 5      | 5      |
| Sezon 2020/2021                                                               |               |                  |                  |                  |                  |                  |                  |                 |                 |                |                |                |                |                      |                      |                |                |                |                |              |               |               |        |        |        |        |        |        |        |        |        |        |        |        |        |        |        |        |        |        |
| Râșnov HS97                                                                   | Râșnov HS97   | Kandersteg HS106 | Kandersteg HS106 | Zakopane HS140   | Zakopane HS140   | Szczyrk HS104    | Szczyrk HS104    | Lahti HS100     | Lahti HS100     | Villach HS98   | Villach HS98   | Oberhof HS100  | Oberhof HS100  | punkty               | punkty               | punkty         | punkty         | punkty         | punkty         | punkty       | punkty        | punkty        | punkty | punkty | punkty | punkty | punkty | punkty | punkty | punkty | punkty | punkty |        |        |        |        |        |        |        |        |
| -                                                                             | -             | 31               | 15               | 48               | 43               | 27               | 36               | 28              | 40              | -              | -              | -              | -              | 23                   | 23                   | 23             | 23             | 23             | 23             | 23           | 23            | 23            | 23     | 23     | 23     | 23     | 23     | 23     | 23     | 23     | 23     | 23     |        |        |        |        |        |        |        |        |
| Sezon 2021/2022                                                               |               |                  |                  |                  |                  |                  |                  |                 |                 |                |                |                |                |                      |                      |                |                |                |                |              |               |               |        |        |        |        |        |        |        |        |        |        |        |        |        |        |        |        |        |        |
| Otepää HS97                                                                   | Otepää HS97   | Kuopio HS100     | Kuopio HS127     | Einsiedeln HS117 | Einsiedeln HS117 | Ljubno HS94      | Ljubno HS94      | Villach HS98    | Villach HS98    | Lahti HS100    | Lahti HS100    | Falun HS100    | Falun HS100    | Kandersteg HS106     | Kandersteg HS106     | Notodden HS98  | Notodden HS98  | Zakopane HS105 | Villach HS98   | Villach HS98 | Oberhof HS100 | Oberhof HS100 | punkty |        |        |        |        |        |        |        |        |        |        |        |        |        |        |        |        |        |
| -                                                                             | -             | -                | -                | 42               | 40               | -                | -                | 34              | 36              | -              | -              | 43             | 38             | 44                   | 40                   | -              | -              | 53             | 41             | 55           | -             | -             | 0      |        |        |        |        |        |        |        |        |        |        |        |        |        |        |        |        |        |
| Legenda                                                                       |               |                  |                  |                  |                  |                  |                  |                 |                 |                |                |                |                |                      |                      |                |                |                |                |              |               |               |        |        |        |        |        |        |        |        |        |        |        |        |        |        |        |        |        |        |
| 1 2 3 4-10 11-30 poniżej 30 dq – dyskwalifikacja - − zawodnik nie wystartował |               |                  |                  |                  |                  |                  |                  |                 |                 |                |                |                |                |                      |                      |                |                |                |                |              |               |               |        |        |        |        |        |        |        |        |        |        |        |        |        |        |        |        |        |        |